# Robert Enes
Pour les articles homonymes, voir Enes.
Robert Manuel Enes (né le 22 août 1975 en Australie) est un joueur de football international australien, qui évoluait au poste de milieu de terrain.

## Biographie

### Carrière de joueur

#### Carrière en sélection
Avec l'équipe d'Australie, il dispute 7 matchs (pour aucun but inscrits) entre 1996 et 1997. Il figure notamment dans le groupe des sélectionnés lors de la Coupe d'Océanie de 1996.

## Palmarès
Australie
- Coupe d'Océanie (1) :
  - Vainqueur : 1996.